# افیدیکولین
افیدیکولین (به انگلیسی: Aphidicolin) یک ترکیب شیمیایی با شناسه پاب‌کم ۴۵۷۹۶۴ است؛ که جرم مولی آن ۳۳۸٫۴۸ g/mol می‌باشد.